# اون نبود
«اون نبود» (انگلیسی: He Wasn't) ترانه‌ای از خواننده-ترانه‌سرای کانادایی آوریل لوین است. این ترانه در ۲۵ مارس ۲۰۰۵ توسط اریستا رکوردز و آرسی‌ای رکوردز به عنوان چهارمین و آخرین تک‌آهنگ از آلبوم زیر پوست من (۲۰۰۴) منتشر شد. ترانه را لوین و شانتال کریویازوک سروده‌اند و توسط رین مایدا تهیه شده‌است.